# 防災・防犯インフォメーション
防災・防犯インフォメーション（ぼうさい・ぼうはんインフォメーション）は、ミュージックバードで放送されているミニ番組。2006年9月までは、「防災インフォメーション」（ぼうさいインフォメーション）だった。また、一部のコミュニティ放送局でもネットされている。

## 概要
- 番組は防災インフォメーションと防犯インフォメーションのどちらかが放送される。スケジュールに定まりはない。
- どちらも、防災または防犯のコメンテーターを招き、防災や防犯のために、心がけておくことなどの注意及び、リスナーからの質問に答えることもある。
- 『Weekly Recommend』同様、コミュニティ放送局によっては、ニュース・天気予報や市町村のお知らせなどの別のミニ番組への差し替えや、コミュニティ放送局独自の番組の放送に伴って一部の時間枠が放送されない場合がある。
- コミュニティ放送局によっては放送エリアに合わせた独自の防災関連番組が放送されており、FMごしょがわらのように当番組とは別枠で放送する場合や、FMたんと（『（※FMたんと）防災インフォメーション』）やいなべエフエム（『いなべ市防災情報』）のように当番組から差し替えて放送する場合がある。

## 放送時間（2023年12月現在）
全曜日で放送されている時間枠もあるが、大半の時間枠は平日（月曜日から金曜日）又は週末（土曜日・日曜日）のどちらかのみの放送となる。2023年10月より平日の放送枠が拡大となり、9:55、11:55、13:55の放送が開始され、9:55の放送は全曜日放送となった。
- 06:55 - 07:00（週末のみ）
- 08:55 - 09:00（平日のみ）
- 09:55 - 10:00
- 10:55 - 11:00
- 11:55 - 12:00（平日のみ）
- 12:55 - 13:00
- 13:55 - 14:00（平日のみ）
- 15:55 - 16:00
- 16:55 - 17:00（平日のみ）
- 18:55 - 19:00
- 21:55 - 22:00（週末のみ）